# アレーナ・アマゾニア
アレーナ・ダ・アマゾニアは、ブラジルのアマゾナス州のマナウスにあるスタジアムである。2014 FIFAワールドカップの試合会場として使用された。2016年リオデジャネイロオリンピックでもサッカーの会場の一つとして使用された。
2013年12月14日、屋根で建設作業中の男性が誤って転落し、死亡する事故が発生した。

## FIFAワールドカップ2014
| 日時          | 時間(UTC-4) | チーム#1       | 結果 | チーム#2   | ラウンド | 観衆   |
| ------------- | ----------- | -------------- | ---- | ---------- | -------- | ------ |
| 2014年6月14日 | 18:00       | イングランド   | 1–2  | イタリア   | Group D  | 39,800 |
| 2014年6月18日 | 18:00       | カメルーン     | 0–4  | クロアチア | Group A  | 39,982 |
| 2014年6月22日 | 18:00       | アメリカ合衆国 | 2–2  | ポルトガル | Group G  | 40,123 |
| 2014年6月25日 | 16:00       | ホンジュラス   | 0–3  | スイス     | Group E  | 40,322 |